# Karhuryhmä
O Karhuryhmä (literalmente "Esquadrão Urso"), oficialmente chamado Valmiusyksikkö (literalmente "Unidade de Prontidão"), em sueco Karhu-gruppen ou Beredskapsenheten, é a unidade especial da polícia finlandesa, equivalente à SWAT nos Estados Unidos.